# Donald Kennedy
Donald Kennedy (Nueva York, 18 de agosto de 1931-Redwood City, California, 21 de abril de 2020) fue un científico, administrador público y académico estadounidense. 
Se desempeñó como comisionado de la Administración de Alimentos y Medicamentos de los Estados Unidos (1977–79), presidente de la Universidad de Stanford (1980–92) y editor en jefe de Science (2000–08). Después de esto, fue nombrado presidente emérito de la Universidad de Stanford; Profesor Bing de Ciencias y Políticas Ambientales, emérito; y miembro del Instituto Freeman Spogli para Estudios Internacionales.

## Primeros años y formación
Donald Kennedy nació en la ciudad de Nueva York el 18 de agosto de 1931 y asistió a la Universidad de Harvard, donde recibió un AB, MS y Ph.D., Biología, en 1956. Su tesis doctoral se tituló Estudios sobre el electroretinograma de rana.

## Carrera

#### Profesor
De 1956 a 1960, Kennedy enseñó biología en la Universidad de Syracuse, recibiendo la tenencia en 1960. Su investigación incluyó los patrones de acción neural en el cangrejo de río, demostrando algunos de los principios de conexión entre las células nerviosas que imponen las secuencias subyacentes a un evento conductual. Kennedy demostró que algunas neuronas individuales, que él denominó neuronas de "comando", podían producir un patrón complejo de acción fija de comportamiento locomotor. Al llegar a la Universidad de Stanford como profesor asistente en 1960, Kennedy recibió la tenencia en 1962. En 1967 fue nombrado presidente del Departamento de Biología de la Facultad de Humanidades y Ciencias. Fue uno de los profesores fundadores del Programa de Biología Humana, Kennedy sirvió diez años en la junta directiva de la Fundación David y Lucile Packard. donde se desempeñó como director de 1973 a 1977.

#### Comisionado de la FDA
Durante 26 meses se desempeñó como Comisionado de la Administración de Alimentos y Medicamentos de los Estados Unidos durante la Administración Carter, designado por el Secretario de Salud, Educación y Bienestar, Joseph Califano, en abril de 1977. En los siguientes dos años más, Kennedy y la FDA trataron temas como las consecuencias del intento de prohibir la sacarina y los riesgos de resistencia a los antibióticos en humanos por el uso de antibióticos agrícolas y trabajaron en las disposiciones de la propuesta Ley de reforma de la regulación de drogas de 1978.

#### Presidencia de Stanford
Después de dejar la FDA en junio de 1979, Kennedy regresó a Stanford, donde se desempeñó como rector. En 1980 se convirtió en presidente de la Universidad de Stanford y ocupó ese cargo hasta 1992. Como presidente, inauguró campus en el extranjero en Kioto, Japón, y Oxford, Inglaterra. También inició el Instituto de Estudios Internacionales, el Centro de Servicios Públicos de Haas y el campus de Stanford en Washington. Uno de sus enfoques fue mejorar la calidad de la educación universitaria. A mediados de la década de 1980, dirigió un esfuerzo de recaudación de fondos de $ 1.1 mil millones para mejorar las instalaciones de la universidad, y el total recaudado fue de $ 1.2 mil millones. En 1990 Kennedy recibió a Mijaíl Gorbachov en una visita internacional a Stanford. Durante su mandato, fomentó el crecimiento de la dotación de la universidad a $ 2 mil millones, que fue el quinto más grande en los Estados Unidos. También llevó a Stanford a desinvertir todas las inversiones en Sudáfrica durante el apartheid después de las protestas estudiantiles. También cambió los requisitos de crédito de "Cultura occidental" a "Culturas, ideas y valores" en un intento por abarcar las culturas no occidentales.
Renunció en 1992 después de audiencias en el Congreso sobre si la universidad facturó indebidamente al gobierno por gastos de investigación como parte de la Controversia de Costos Indirectos de Stanford, que incluyó la facturación por ensanchar su cama y la compra de antigüedades para su casa. El problema se resolvió fuera de los tribunales y no se presentaron cargos. Según The New York Times, «la Universidad de Stanford y la Armada ... resolvieron [el] caso de fraude que involucraba gastos de investigación, con la universidad reembolsando una pequeña fracción del reclamo original de la Marina y la Armada diciendo que una investigación no encontró irregularidades por parte de la universidad». Después de su presidencia, Kennedy escribió una memoria titulada A Place in the Sun: A Memoir.

#### Carrera posterior
Permaneció en Stanford después de renunciar a la presidencia. Desde 2000 hasta 2008, fue editor en jefe de Science, el semanario publicado por la Asociación Estadounidense para el Avance de la Ciencia. En 2010, recibió el Premio Carl Sagan de Wonderfest para la divulgación de la ciencia. Kennedy era miembro de la Academia Estadounidense de las Artes y las Ciencias, la Academia Estadounidense para el Avance de la Ciencia, la Sociedad Filosófica Estadounidense y la Academia de Ciencias de California. Según su biografía de Stanford, los intereses de investigación de Kennedy se relacionaron con "políticas sobre problemas ambientales transfronterizos tales como: cambios importantes en el uso de la tierra; alteraciones económicas en la práctica agrícola; cambio climático global; más allá del carbón y fuentes de energía alternativas". Fue presidente emérito de la Universidad de Stanford, profesor Bing de Ciencias y Políticas Ambientales, y emérito y miembro del Instituto Freeman Spogli para Estudios Internacionales por cortesía.

## Fallecimiento
Kennedy sufrió un derrame cerebral en 2015 y se mudó a Gordon Manor, un hogar de cuidado residencial ubicado en Redwood City, California, en 2018. Murió allí el 21 de abril de 2020 a los 88 años, de la enfermedad por coronavirus causada por el virus del SARS-CoV-2.

## Libros
En 1984 Kennedy escribió El frío y las tinieblas: el mundo después de una guerra nuclear con Carl Sagan y Paul R. Ehrlich. En 1997, publicó el libro Academic Duty, que abogaba por que los profesores universitarios prestaran más atención a la parte docente de sus deberes y se esforzaran por conectar su investigación con el público en general. En 1998 lanzó The Last of Your Springs. En 2018 publicó sus memorias.